# Hospital de la Cruz (Toro)

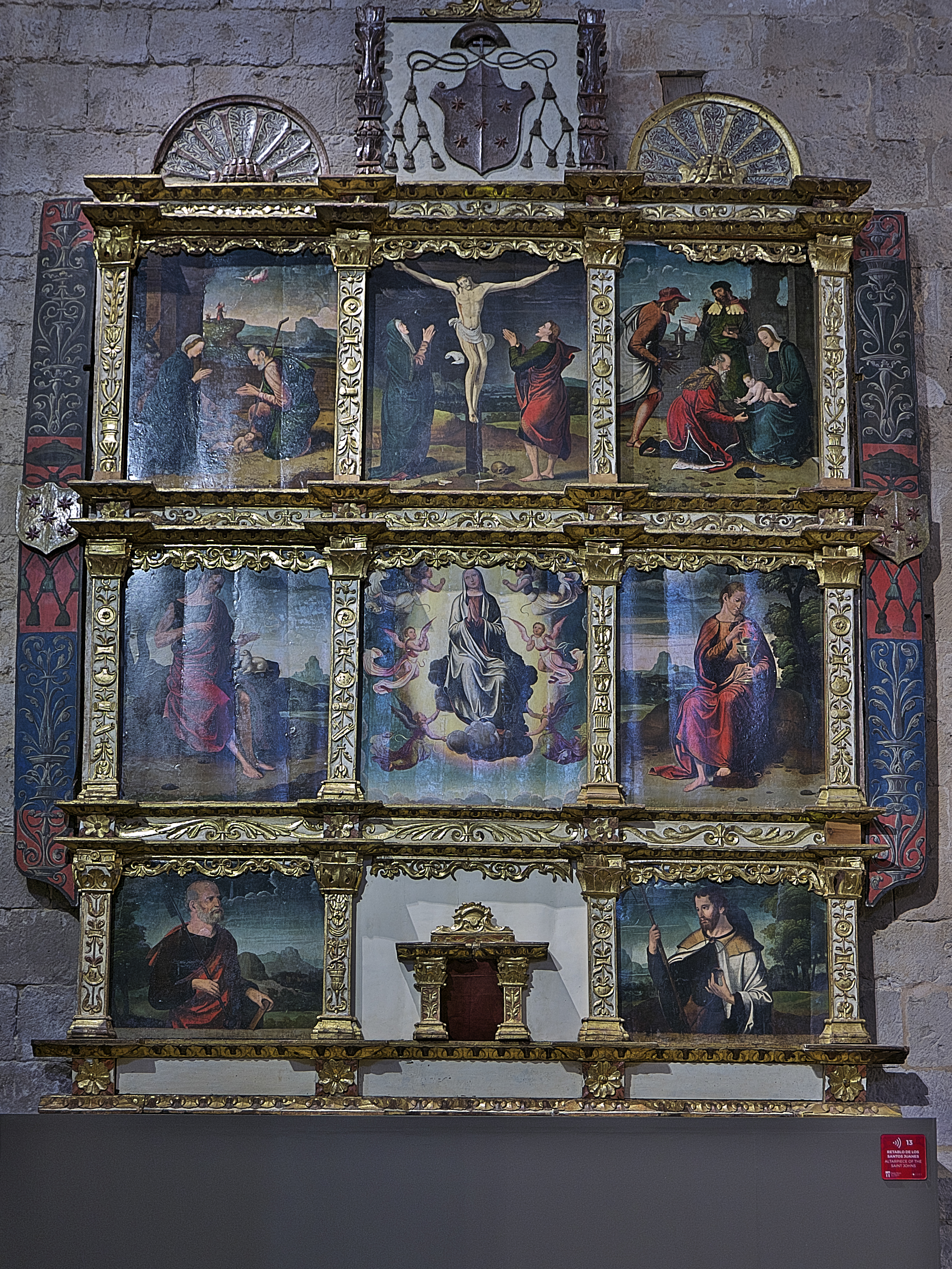
Retablo de la capilla. Actualmente en la Colegiata de Santa María la Mayor (Toro)

El Hospital de Santa Cruz (denominado también Hospital del Obispo) fue una institución sanitaria en la ciudad de Toro (Zamora). Fundado en el año 1522 gracias al apoyo del arzobispo Juan Rodríguez de Fonseca.
El 18 de septiembre de 1938, en plena guerra civil española, Franco autorizó la creación de un complejo concentracionario en la localidad para acoger la gran masa de prisioneros republicanos capturados, especialmente en los frentes de Cataluña y Levante. Uno de los edificios elegidos para este fin fue el Hospital, utilizado como campo de concentración hasta finales de 1939, ya terminada la contienda.
En la actualidad, desde 1976 es un Colegio Público que lleva su nombre: "Colegio Hospital de la Cruz de Toro".